# شهرستان کراسنوآرمیسکی (سرزمین پریمورسکی)
شهرستان کراسنوآرمیسکی (به لاتین: Krasnoarmeysky District) یک شهرستان در روسیه است که در سرزمین پریمورسکی واقع شده‌است.